# Smogmagica
Smogmagica è un LP del complesso musicale italiano Le Orme. Fu inciso nel 1975 e segnò una parentesi rock irripetuta nella carriera del complesso.

## Descrizione
Il trio, dopo la pubblicazione del singolo Sera, accolse nel suo organico il chitarrista Tolo Marton. A differenza dei precedenti, si tratta di un disco di impronta prettamente rock, dove le tastiere di Pagliuca si limitano a realizzare un accompagnamento tranquillo che possa creare stimoli e spazio al nuovo arrivato. Per incidere il disco, le Orme si recarono a Los Angeles spiegando che gli studi americani offrivano ottime garanzie per quanto riguarda la tecnica di registrazione.
La copertina del disco venne realizzata da Paul Whitehead.
Il disco si apre con la sezione strumentale di Los Angeles, dominata dalle dinamiche delle graffianti chitarre elettriche. Si tratta di un pezzo che, nel suo intermezzo cantato, racconta l'esperienza dell'arrivo del gruppo nella città californiana. La coda strumentale utilizza melodie e temi sviluppati in parte dalle Orme prima dell'arrivo di Tolo Marton. Il singolo estratto, Amico di ieri,  ricorda più chiaramente lo stile del complesso seguito nei dischi precedenti. In tutto l'album si alternano con una certa regolarità delle fasi in cui emerge la netta preponderanza artistica di Marton ad altre, più chiaramente sotto la regia del nucleo storico del complesso, quindi del resto dell'organico.
Si trattò di una produzione a cui il produttore Gian Piero Reverberi non era necessariamente abituato. Resta il fatto che - almeno per il momento - quella di Smogmagica sarebbe rimasta (salvo poche eccezioni) l'ultima collaborazione tra Reverberi e le Orme. 
È evidente che presto le Orme hanno in parte rinnegato la soluzione decisamente rock fatta per questo disco. Infatti, i brani che hanno continuato a pubblicare in antologie sono principalmente Amico di ieri, il singolo, e Immensa distesa: in entrambi i pezzi la melodia principale non viene adagiata su un graffiante tappeto di chitarre elettriche (come invece avviene nella maggior parte delle canzoni di Smogmagica). Del resto, Aldo Tagliapietra ha dichiarato che è questo il lavoro delle Orme del quale si sente meno orgoglioso, nonostante i buoni risultati raggiunti con i primi due pezzi, Los Angeles ed Amico di ieri.

## Tracce
Testi e musiche di Pagliuca e Tagliapietra.
1. Los Angeles – 7:10
2. Amico di ieri – 3:18
3. Ora o mai più – 2:40
4. Laserium Floyd – 4:16
5. Primi passi – 3:30
6. Immensa distesa – 3:50
7. Amanti di città – 3:28
8. L'uomo del pianino – 3:18
9. Laurel canyon – 4:18

## Formazione
- Tolo Marton - chitarra elettrica, voce, armonica
- Tony Pagliuca – tastiere
- Aldo Tagliapietra – basso, voce, chitarra acustica
- Michi Dei Rossi – batteria, percussioni

## Singoli
- Amico di ieri/Ora o mai più, Philips